# Куро-Аракска низина
Куро-Аракската низина (на азербайджански: Kür-Araz ovalığı; на руски: Кура-Араксинская низменность) е низина разположена в източната част на Закавказието в Азербайджан и Северозападен Иран (крайната ѝ югозападна част).
Простира се покрай долните течения на реките Кура и Аракс, между планинските системи на Голям Кавказ на север, Малък Кавказ на югозапад, Талишките планини на юг и крайбрежието на Каспийско море на изток. Нейно северозападно продължание е Алазан-Авторанската равнина, а югоизточно продължание – Ленкоранската низина. Дължина около 250 km, ширина до 150 km.
Куро-Аракската низина представлява алувиално-акумулативна равнина с височина под 200 m, а в централните и източните части са под морското равнище. Релефът ѝ е усложнен от речни наносни конуси по периферията ѝ, ниски и дълги валове („гриви“), обширни понижения („чали“) и ниски хълмове с кални вулкани. В основата ѝ заляга Долнокуринската синклинала. Антропогенните морски наслаги са покрити от алувиални и делувиални глини, суглинки, пясъчници и чакъли. В недрата ѝ има големи нефтени запаси.
Климатът е топъл, сух, с горещо лято. Средна юлска температура 25-28 °C, средна януарска 1,3-3,6 °C. Валежи около 200 – 400 mm. Повсеместна и постоянна снежна покривка липсва. Основна водна артерия в низината е река Кура, протичаща по цялото ѝ протежение от северозапад на югоизток, заедно с най-големия си приток река Аракс, протичаща в югозападната ѝ част. Голяма част от подпочвените (грунтови) води са засолени. Преобладават полупустинните ландшафти на сухите субтропици. Върху сиви и сиво-кафяви, често засолени почви се развива полупустинна растителност, а върху тъмните сиво-кафяви почви – злакови асоциации. В източната ѝ част широко разпространение имат солончаците и блатата. По заливните тераси на реките растат ива, топола, караагач. Основна селскостопанска култура отглеждана в низината е памукът. Развито е овощарството, градинарството и лозарството. Периферните ѝ части се използват за зимни пасища.
Низината е гъсто заселена, като в нея са разположени едни от най-големите градове на Азербайджан – Шамкир, Гянджа, Мингечаур, Агдаш, Уджари, Имишли, Али Байрамли и др.